# Herzog von Sevilla

Wappen der Herzöge von Sevilla

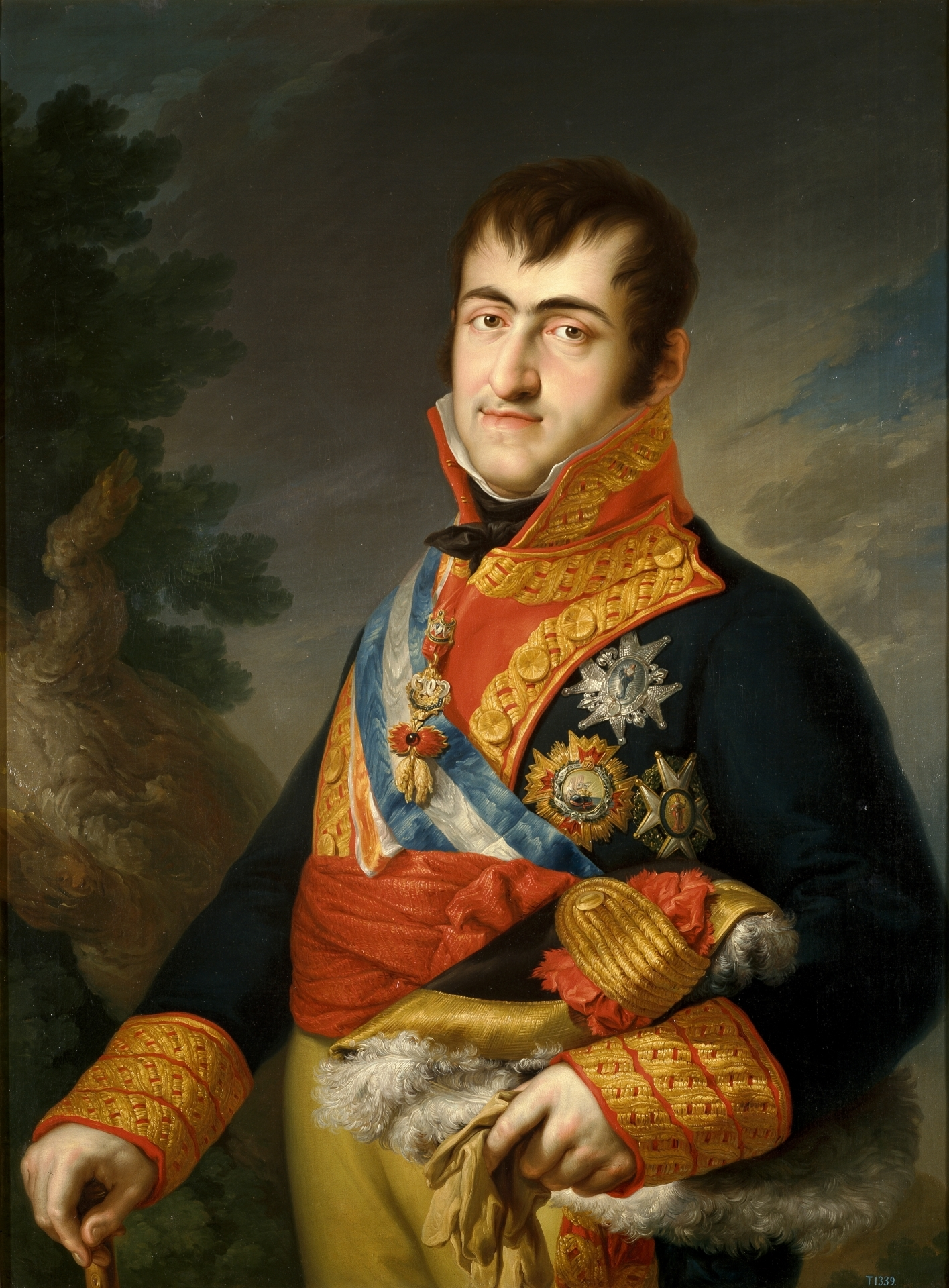
König Ferdinand VII., der den Titel für seinen Neffen Don Enríque kreierte

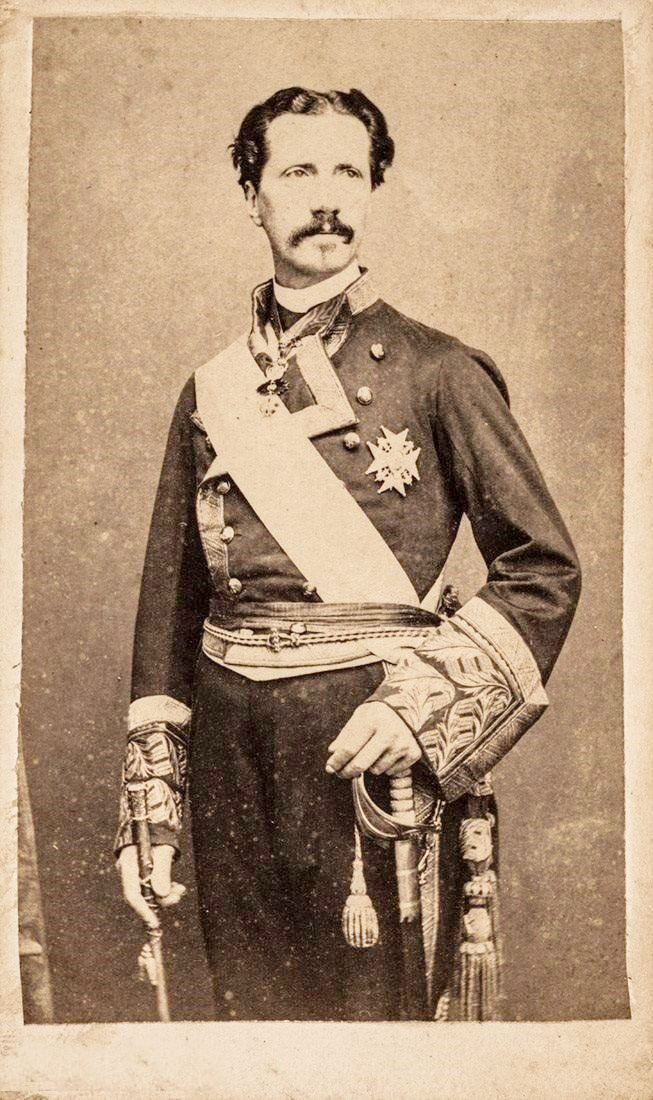
Don Enrique, der 1. Herzog

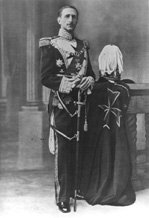
Don Francisco de Borbón y de la Torre in der Uniform des Lazarusordens

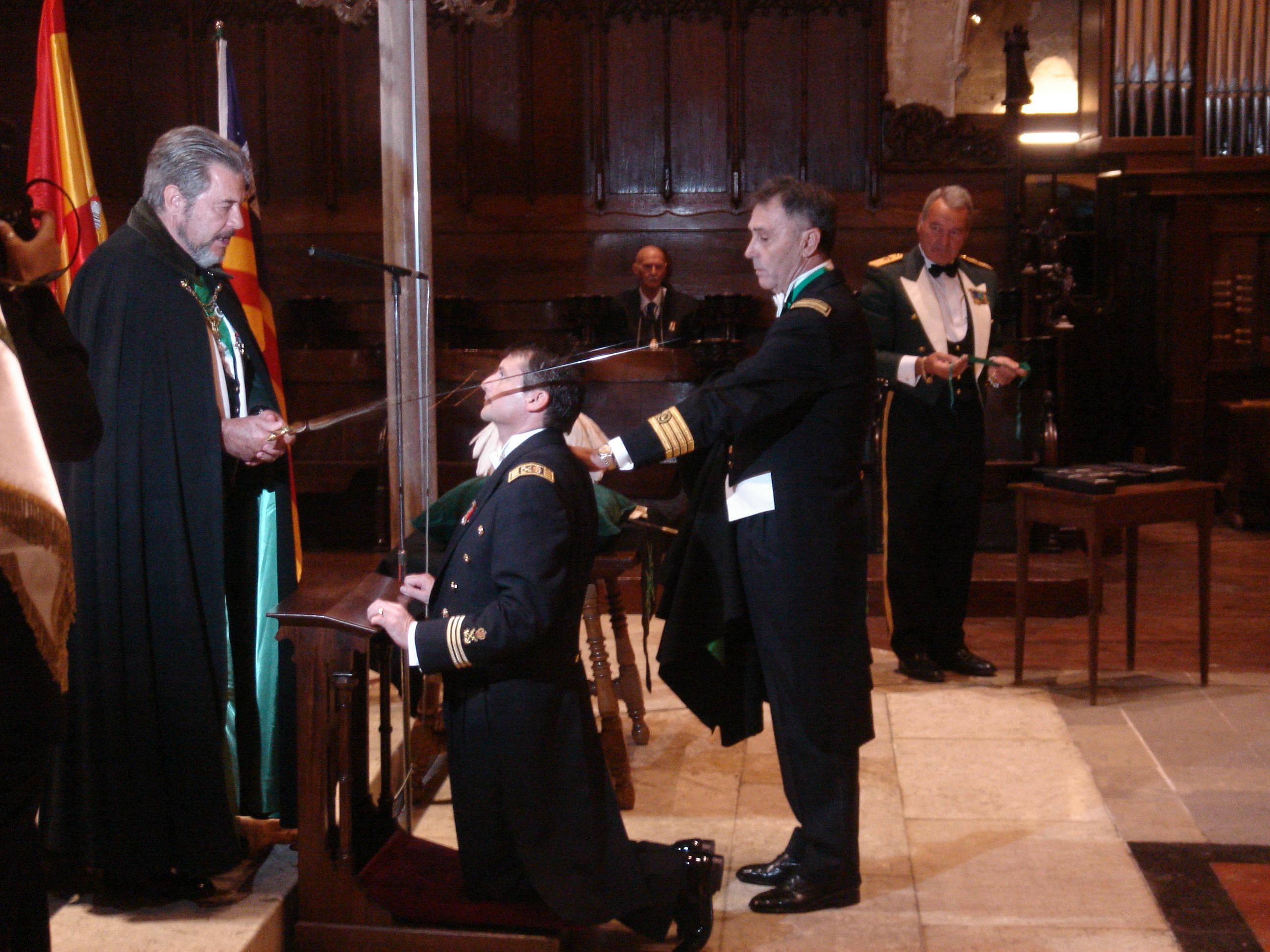
Don Francisco de Paula de Borbón y Escasany bei der Erteilung des Ritterschlages

Herzog von Sevilla ist ein spanischer Adelstitel, der erstmals 1823 von König Ferdinand VII. an Enrique de Borbón, dem Sohn von Francisco de Paula de Borbón, Infant von Spanien und Enkel Königs Karl IV., verliehen wurde. Der Titel bezieht sich auf die andalusische Stadt Sevilla. Die Herzöge von Sevilla sind zugleich auch Grande von Spanien.

## Liste der Herzöge von Sevilla
1. Enríque María Fernando Carlos Francisco Luis de Borbón y Borbón-Dos Sicilias[1] (17. April 1823 – 12. März 1870), Infante von Spanien, Ritter des Ordens vom Goldenen Vlies. Er ist der Sohn von Francisco de Paula Antonio de Borbón y Borbón-Parma, dem jüngsten Sohn von König Karl IV. von Spanien und Königin María Luisa (geb. Prinzessin de Borbón-Parma, Enkelin König Ludwigs XV. von Frankreich und Schwester von Fernando de Borbón-Parma y Borbón, Infant von Spanien Herzog von Parma von 1765 bis 1802).
2. Enrique Pío María Francisco de Paula Luis Antonio de Borbón y Castellví[2] (3. Oktober 1848 – 12. Juli 1894), Ritter des Hubertus-Orden (Kgr. Bayern)
3. María Luisa Enriquta Josefina de Borbón y Parade[3][4] (4. April 1868 – 1. März 1945), älteste Tochter von Don Enrique Pío und Joséphine Parade y Sibié.
4. Enriqueta Isabel Josefina Alfonsa Marta María Elena Luisa Carlota de Borbón y Parade[5] (28. Juni 1888 – 28. Oktober 1967), jüngere Schwester von María Luisa, war verheiratet mit Francisco de Borbón y de la Torre[6]  (16. Januar 1882 – 6. Dezember 1953), der durch seine Heirat ebenfalls den Titel Herzog von Sevilla führte.
5. Francisco de Paula de Borbón y Escasany[7] (geb. 16. November 1943), Enkel von Enriqueta, erhielt den Titel aufgrund des Verzichts seines Vaters Francisco de Paula Enrique María Luis de Borbón y Borbón. Don Francisco, von Freunden kurz Paco genannt, war in erster Ehe mit Beatrix Wilhelmine Paula Gräfin von Hardenberg (1947–2020[8]) verheiratet. Aus dieser Ehe gingen zwei Töchter und ein Sohn hervor: Olivia de Borbón y Hardenberg (geb. 6. April 1974), verheiratet mit Julián Porras Toledano, María Cristina de Borbón y Hardenberg (geb. 2. September 1975) und Francisco de Paula de Borbón y Hardenberg (geb. 21. Januar 1979), der aktuelle Coadjutor des Orden des Hlg. Lazarus. Die Ehe wurde am 30. Juni 1989 in Madrid geschieden. Don Francisco heiratete dann am 19. Oktober 1991 Elisabeth Eugenie Karanitsch in Wien (geschieden 17. Juni 1993) und am 2. September 2000 Dona María de los Angeles de Vargas-Zuñiga de Juanes in Málaga.

Als Großmeister des Lazarus-Ordens errichtete Don Francisco in der Tradition seines Vorgängers des Marquis Dangeau zwei Erbkommenden und ernannte als deren Leiter S.E. Don Joaquin Cayuela y Verges Erbkomtur von El Acebuchar.

## Die Herzöge von Sevilla als Großmeister des Lazarus-Ordens
1. Großmeister der Obedienz Malta: Francisco de Borbón y de la Torre, Herzog von Sevilla und Grande von Spanien (1930–1952)
2. Großmeister der Obedienz Malta: Francisco de Paula Enrique María Luis de Borbón y Borbón (1973–1995), war der Sohn der 4. Herzogin von Sevilla
3. Großmeister der Obedienz Malta: Francisco de Paula de Borbón y Escasany, Herzog von Sevilla und Grande von Spanien (1995–2004) und gewählter Großmeister der Obedienzen Malta und Paris (2004–2008), seit September 2008 Großmeister emeritus
4. Großmeister des Ordens: Francisco de Paula de Borbón y Hardenberg (Sohn von Francisco de Paula de Borbón y Escasany, Herzog von Sevilla und Grande von Spanien) 2018 Wahl zum 50. Großmeister des vereinigten Ordens (Malta und Paris)

(Quelle:)